# Trichoptya lamottei
Trichoptya lamottei är en fjärilsart som beskrevs av Fletcher och Pierre E.L. Viette 1955. Trichoptya lamottei ingår i släktet Trichoptya och familjen nattflyn. Inga underarter finns listade i Catalogue of Life.